# Велювезом (національний парк)
Національний парк Велювезом — національний парк Нідерландів, розташований у провінції Гелдерланд. Цей парк є найстарішим національним парком Нідерландів. Площа 50 квадратних кілометрів на південно-східному краю Велюве, комплексу кінцевих насувних морен Дніпровського зледеніння. Має яскраво виражений за голландськими мірками рельєф, найвища точка парку — 110 метрів над рівнем моря. Це приватний національний парк, що належить Vereniging Natuurmonumenten, найбільшій природоохоронній організації в Нідерландах.
Ландшафт парку складається з лісів і пустощів, які утримуються відкритими завдяки випасу високогірної худоби, і невеликого піщаного наносу, який утримується відкритим завдяки догляду людини. Тваринний світ представлений благородним оленем, диким кабаном, борсуком та регіонально рідкісною куницею.